# Mistrzostwa Polski w kolarstwie torowym – wyścig drużynowy na dochodzenie kobiet
Mistrzostwa Polski w kolarstwie torowym w konkurencji wyścigu drużynowego na dochodzenie kobiet odbywają się od 2007 (z przerwą w 2008). Do 2012 drużyny startowały na dystansie 3000 metrów, od 2013 na dystansie 4000 metrów.

## Medaliści
| Rok  | Złoto | Srebro | Brąz |
| 2007 | Karolina Janik Marta Szczuko Małgorzata Wojtyra Elektro-Bud BO-GO Szczecin                                                          | Dominika Mączka Angelika Kulisch Żaneta Komoś Kross Ziemia Darłowska                                                            | Magdalena Sara Paulina Cywińska Patrycja Wiśniewska Stal Ekobud Ocetix Grudziądz                                          |
| 2009 | Edyta Jasińska Karolina Gryko Małgorzata Ziemińska MKS Emdek Budopol Bydgoszcz                                                      | Renata Dąbrowska Natalia Rutkowska Natalia Mazur PTC Pruszków                                                                   | Katarzyna Pawłowska Magdalena Zamolska Paula Fronczak UKS Jedynka Limaro Kórnik                                           |
| 2010 | Edyta Jasińska Karolina Gryko Małgorzata Ziemińska MKS Emdek Budopol Bydgoszcz                                                      | Małgorzata Wojtyra Diana Szczuko Angelika Kulisch Elektro-Bud BO-GO Szczecin                                                    | Karolina Garczyńska Daria Fabiszak Żaneta Komoś Ziemia Darłowska                                                          |
| 2011 | Katarzyna Pawłowska Paula Fronczak Patrycja Wiza UKS Jedynka Limaro Kórnik                                                          | Natalia Jędrzejczyk Diana Szczuko Małgorzata Wojtyra Elektro-Bud BO-GO Szczecin                                                 | Katarzyna Kirschenstein Sabina Napieralska Karolina Garczyńska BCM Nowatex Ziemia Darłowska                               |
| 2012 | Alicja Ratajczak Paula Fronczak Katarzyna Pawłowska UKS Jedynka Limaro Kórnik                                                       | Natalia Rutkowska Eugenia Bujak Aleksandra Sapieja GK Żyrardów                                                                  | Edyta Jasińska Karolina Karasiewicz Paulina Cywińska MKS Emdek Budopol Bydgoszcz                                          |
| 2013 | Natalia Nowotarska Nikol Płosaj Wiktoria Żegleń Natalia Radzicka UKS Jedynka Limaro Kórnik                                          | Eugenia Bujak Natalia Rutkowska Milena Faryn Aleksandra Sapieja GK Żyrardów                                                     | Edyta Jasińska Zuzanna Skubaja Marta Zięba Anna Bakuła MKS Emdek Budopol Bydgoszcz                                        |
| 2014 | Nikol Płosaj Natalia Radzicka Alicja Ratajczak Weronika Humelt UKS Jedynka Limaro Kórnik                                            | Karolina Karasiewicz Aleksandra Kardas Patrycja Dąbrowska Karolina Pizoń ALKS Stal Grudziądz                                    | Wiktoria Żegleń Natalia Morytko Natalia Nowotarska Paula Fronczak UKS Jedynka Limaro Kórnik                               |
| 2015 | Nikol Płosaj Weronika Humelt Natalia Radzicka Natalia Morytko UKS Mróz Jedynka Kórnik                                               | Agata Drozdek Monika Graczewska Daria Pikulik Wiktoria Pikulik BCM Nowatex Ziemia Darłowska                                     | Łucja Pietrzak Karolina Karasiewicz Paulina Cywińska Natalia Mielnik LKS Atom Mat Dzierżoniów                             |
| 2016 | Edyta Jasińska Natalia Rutkowska Karolina Perekitko Patrycja Dąbrowska TKK Pacific Nestle Fitness Cycling Team                      | Sandra Czaplicka Karolina Lipiejko Nikola Różyńska Karolina Pizoń ALKS Stal- Ocetix – Iglotex Grudziądz                         | Joanna Golec Karolina Przybylak Gracjana Radzicka Natalia Szymczak Wiktoria Żegleń UKS Mróz Colnago Jedynka Kórnik        |
| 2017 | Nikol Płosaj Wiktoria Żegleń Monika Graczewska Joanna Golec Karolina Przybylak Natalia Szymczak UKS Mróz Jedynka Kórnik             | Karolina Karasiewicz Katarzyna Brewińska Karolina Perekitko Karolina Kumięga TKK Pacific Nestle Fitness Cycling Team            | Karolina Pizoń Karolina Lipiejko Ewa Fajkowska Nikola Różyńska ALKS Stal- Ocetix – Iglotex Grudziądz                      |
| 2018 | Nikol Płosaj Weronika Humelt Karolina Lipiejko Monika Graczewska UKS Mróz Jedynka Kórnik                                            | Justyna Kaczkowska Łucja Pietrzak Aurela Nerlo Marta Lach Atom Mat Deweloper                                                    | Karolina Karasiewicz Edyta Jasińska Karolina Kumięga Nikola Różyńska TKK Pacific Nestle Fitness Cycling Team              |
| 2019 | Karolina Karasiewicz Patrycja Lorkowska Karolina Kumięga Paulina Pastuszek TKK Pacific Nestle Fitness Cycling Team                  | Oliwia Majewska Łucja Pietrzak Weronika Humelt Justyna Kaczkowska Atom Mat Deweloper Wrocław                                    | Natalia Szymczak Joanna Golec Nikol Płosaj Karolina Lipiejko Dominika Bykowska UKS TFP Jedynka Kórnik                     |
| 2020 | Karolina Karasiewicz Patrycja Lorkowska Karolina Kumięga Paulina Pastuszek Natalia Krześlak TKK Pacific Nestle Fitness Cycling Team | Nikol Płosaj Karolina Lipiejko Tamara Szalińska Wiktoria Polak UKS TFP Jedynka Kórnik                                           | Wiktoria Milda Iga Wiklińska Julia Włodarczyk Karolina Urban ALKS Stal Big Star Grudziądz                                 |
| 2021 | Karolina Karasiewicz Patrycja Lorkowska Karolina Kumięga Natalia Krześlak TKK Pacific Nestle Fitness Cycling Team                   | Julia Kowalska Zuzanna Olejniczak Wiktoria Polak Iga Wiklińska Mat Atom Deweloper Wrocław/Fundacja BB                           | Aurela Nerlo Dorota Przęzak Dominika Bykowska Oliwia Narkiewicz Paulina Pastuszek TKK Pacific Nestle Fitness Cycling Team |
| 2022 | Olga Wankiewicz Daria Pikulik Wiktoria Pikulik Nikol Płosaj Atom Deweloper Pościellux.pl Wrocław                                    | Patrycja Lorkowska Natalia Krześlak Maja Wróblewska Karolina Karasiewicz Dorota Przęzak TKK Pacific Nestle Fitness Cycling Team | Sandra Schulz Otylia Kubicka Oliwia Sroczyńska Kornelia Braun Lark Ziemia Darłowska                                       |
| 2023 | Maja Tracka Olga Wankiewicz Tamara Szalińska Nikol Płosaj Wiktoria Pikulik MAT Atom Deweloper Wrocław                               | Dorota Przęzak Patrycja Lorkowska Agata Lichosyt Julia Włodarczyk TKK Pacific Nestle Fitness Cycling Team                       | Barbara Gorzkiewicz Pola Błońska Anna Samecka Martyna Pietrasik KS Społem                                                 |
| 2024 | Nikol Płosaj Tamara Szalińska Maja Tracka Olga Wankiewicz Martyna Szczęsna MAT Atom Deweloper Wrocław                               | Patrycja Lorkowska Natalia Krześlak Zuzanna Chylińska Julia Włodarczyk TKK Pacific Nestle Fitness Cycling Team                  | Monika Węgrzyn Kinga Marek Emilia Staniek Maja Gondek TKK Pacific Nestle Fitness Cycling Team                             |